# Nguyễn Văn Lộng
Nguyễn Văn Lộng (1907–1951), tức Chùa, là một nhà cách mạng Việt Nam, nguyên Bí thư Thành ủy Sài Gòn, Đại biểu Quốc hội Việt Nam khóa I.

## Hoạt động cách mạng
Nguyễn Văn Lộng sinh năm 1907 (nguồn khác ghi là ngày 11 tháng 7 năm 1908) ở làng Bình Nhâm, quận Lái Thiêu, tỉnh Thủ Dầu Một (nay là phường Bình Nhâm, thành phố Thuận An, tỉnh Bình Dương) trong một gia đình thợ thủ công. Cha ông là Nguyễn Văn Lộ (Tám Lộ) làm nghề thợ mộc, từng truyền lại tay nghề cho con trai.
Khoảng 1924–1925, ông tham gia phong trào thanh niên ở quê nhà Bình Nhâm và các vùng Dĩ An, Búng. Năm 1928, ông tham gia cơ sở Hội kín Nguyễn An Ninh ở quận Lái Thiêu cùng Nguyễn Văn Tiết, Hồ Văn Cống, Đinh Văn Sáng, ... Năm 1929, chịu ảnh hưởng của nhóm Đảng viên cộng sản của Tân Việt Cách mạng Đảng, các thành viên trong hội kín lần lượt gia nhập các tổ chức cộng sản. Tháng 8 năm 1930, ông cùng Hồ Văn Cống, Nguyễn Văn Tiết, Đinh Văn Sáng, Nguyễn Văn Nâu tham gia thành lập Chi bộ cộng sản Bình Nhâm do Trương Văn Phèn (Ba Phèn) làm Bí thư. Đây là một trong những chi bộ cộng sản đầu tiên của Đảng Cộng sản Việt Nam ở tỉnh Thủ Dầu Một.
Sau đó, ông đến Sài Gòn, làm công nhân trong xưởng Ba Son và tổ chức vận động công nhân đấu tranh, đồng sáng lập và tham gia Tổng Công hội Đỏ Sài Gòn. Năm 1932, trước sự đàn áp của chính quyền thực dân, ông và vợ lên núi Tượng (Tri Tôn, Châu Đốc) ở ẩn trong chùa. Năm 1934, ông về Bình Nhâm, mở tiệm cà phê để làm địa điểm liên lạc cho các tổ chức Đảng. Năm 1935, ông được Xứ ủy Nam Kỳ điều về Sài Gòn. Cuối năm, Thành ủy Sài Gòn được khôi phục, ông là Bí thư Thành ủy Sài Gòn. Đầu năm 1936, ông rút khỏi Thành ủy, phụ trách mặt Đảng tờ báo Lao Động, tham gia lãnh đạo phong trào công nhân ở Sài Gòn - Chợ Lớn cùng với Văn Công Khai, Phan Văn Khung, Phan Vân, Trần Văn Giàu, ... Năm 1937, ông tham gia Ban Công đoàn tỉnh Bà Rịa cùng Nguyễn Thị Phụng, Nguyễn Thành A, Nguyễn Công Trung, Nguyễn Công Trực, Văn Công Khai, Trần Văn Cừ.
Tháng 6 năm 1939, phong trào đấu tranh bị thực dân Pháp đàn áp, ông bị bắt cùng Văn Công Khai, Nguyễn Thành A, ... và bị đưa ra xét xử ở Tòa đại hình Sài Gòn. Trong thời gian này, ông bị giam giữ và tra tấn tại Khám Lớn Sài Gòn. Năm 1941, ông ra tù, tiếp tục hoạt động với tư cách cán bộ của Xứ ủy, vận động nông dân, gây dựng lại cơ sở. Khoảng 1944–1945, ông là Thành ủy viên Thành ủy Sài Gòn. Trong Cách mạng Tháng Tám (1945), ông tham gia quá trình chuẩn bị và lãnh đạo khởi nghĩa giành chính quyền ở Sài Gòn, Gia Định, Thủ Dầu Một.

## Hoạt động kháng chiến
Tháng 10 năm 1945, Xứ ủy Nam Kỳ điều ông làm Thanh tra Chính trị miền Đông Nam Bộ, cùng Nguyễn Oanh về Thủ Dầu Một tham gia lãnh đạo kháng chiến chống Pháp. Ông trực tiếp phụ trách Đội cảm tử, hoạt động đột nhập, tập kích đồn bốt của quân Pháp ở tỉnh lỵ. Tháng 1 năm 1946, ông và Nguyễn Văn Tiết, Nguyễn Đức Nhàn đắc cử Đại biểu Quốc hội. Sau Kỳ họp đầu tiên của Quốc hội ở Hà Nội (tháng 3 năm 1946), ông được cử về Ủy ban Kháng chiến miền Nam Việt Nam (trụ sở tại Quảng Ngãi) phụ trách quân lương và quân tải.
Trong một chuyến công cán Nam Bộ, ông bị tái phát ho ra máu do di chứng tù đày. Năm 1950, ông được Trung ương Cục miền Nam chuyển về Bạc Liêu điều trị. Ngày 10 tháng 8 năm 1951, ông mất ở căn cứ tỉnh Bạc Liêu (nay thuộc huyện Ngọc Hiển, tỉnh Cà Mau).

## Vinh danh
Tại đền Bình Nhâm, thành phố Thuận An, tỉnh Bình Dương, nơi Chi bộ Cộng sản được thành lập, ông cùng năm đồng chí sáng lập chi bộ được người dân khắc tên thờ tự.
Tên của ông được đặt cho một con đường ở Thành phố Hồ Chí Minh và thành phố Thủ Dầu Một (Bình Dương).